# Wakan rōeishū

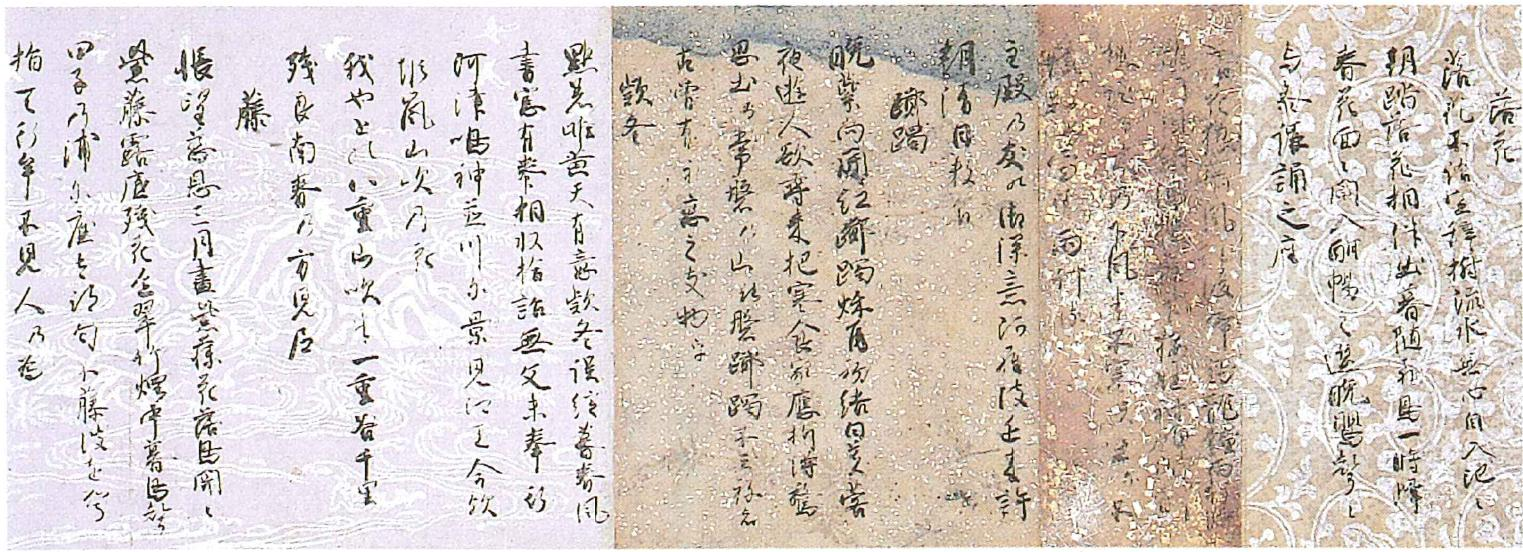
Poèmes du Wakan rōeishū par Fujiwara no Kintō.

Le Wakan rōeishū (和漢朗詠集, Collection de poèmes chinois et japonais à chanter) est une anthologie de poèmes chinois (japonais : kanshi, 漢詩) et de poèmes waka à 31 syllabes (japonais : tanka, 短歌) à chanter sur des mélodies données, mélodies disparues de nos jours. L'anthologie a été compilée par Fujiwara no Kintō vers 1013. 
Ce texte contient 588 poèmes chinois écrits par quelque trente poètes chinois dont Bai Juyi (Po Chü-i ; 772-846), Yuan Zhen (Yüan Shen ; 779-831) et Xu Hun (Hsü Hun ; fl[Quoi ?] vers 850) avec quelque cinquante poètes japonais versés en poésie chinoise tels que Sugawara no Michizane, Minamoto no Shitagau (911-983), Ōe no Asatsuna (886-957), Ki no Haseo (845-912) et autres. Les 216 poèmes wakas de la collection sont de la plume de quatre-vingt poètes réputés tels que Kakinomoto no Hitomaro, Ki no Tsurayuki, Ōshikōshi no Mitsune avec d'autres illustres noms.
Le Wakan rōeishū est divisé en deux livres : le premier recueille des « Poèmes de saison » tandis que le second contient des « Miscellanées ». Les poèmes sont classés en sous catégories autour d'un même sujet (dai, 題) ; les kanshi alternent avec les waka sur le même thème. 